# Neusticomys
Neusticomys (Anthony, 1921) è un genere di roditori della famiglia dei Cricetidi.

## Descrizione

### Dimensioni
Al genere Neusticomys appartengono roditori di piccole dimensioni, con lunghezza della testa e del corpo tra 98 e 131 mm e la lunghezza della coda tra 82 e 111 mm.

### Caratteristiche craniche e dentarie
Il cranio presenta un rostro largo, le ossa nasali lunghe e una scatola cranica leggermente rigonfia. La zona inter-orbitale è larga, i fori sopra-orbitali si aprono lateralmente all'interno delle orbite. Sono presenti 13-14 paia di costole.
Sono caratterizzati dalla seguente formula dentaria:

### Aspetto
La pelliccia è soffice, densa e lanosa. Le parti dorsali variano dal brunastro al grigio-nerastro, mentre le parti ventrali sono leggermente più chiare. Il naso è privo di pigmento. Le orecchie sono relativamente corte ma visibili. Le zampe posteriori sono sottili ed hanno una leggera frangiatura di peli lungo i margini esterni, adattamento a una vita acquatica. La pianta dei piedi è fornita di quattro cuscinetti carnosi. La coda è lunga circa quanto la testa ed il corpo ed è uniformemente scura. Le femmine hanno 3 paia di mammelle. È presente la cistifellea.

## Distribuzione
Il genere è diffuso nell'America meridionale, dalla Colombia fino agli stati brasiliani del Mato Grosso e di Amapá.

## Tassonomia
Il genere comprende 7 specie:
- Sono presenti due molari su ogni semi-arcata.
  - Neusticomys ferreirai
  - Neusticomys oyapocki
- Sono presenti tre molari su ogni semi-arcata.
  - Neusticomys monticolus
  - Neusticomys mussoi
  - Neusticomys peruviensis
  - Neusticomys venezuelae
  - Neusticomys vossi